# کتابخانه آزاد ایناک پرت
کتابخانه آزاد ایناک پرت (به انگلیسی: Enoch Pratt Free Library) سامانه کتابخانه‌های عمومی شهر بالتیمور در ایالت مریلند آمریکا است که ۲۲ شعبه در این شهر دارد.

## تاریخچه
تاریخچه تأسیس کتابخانه به ۲۱ ژانویه ۱۸۸۲ بازمی‌گردد. بانی تأسیس کتابخانه ایناک پرت (۱۸۰۸ تا ۱۸۹۶)، نیکوکار ثروتمندی اهل ماساچوست بود که ۱٬۰۵۸٬۳۳۳ دلار برای ایجاد ۴ شعبه از یک کتابخانه عمومی به شهردار و شورای شهر بالتیمور اهدا کرد. نیت ایناک پرت، آن طور که خود گفته، آن بود که «کتابخانه‌اش برای همه، از ثروتمند و تنگدست، بدون توجه به نژاد و رنگ پوست رایگان باشد و همه اعضا بتوانند از آن کتاب به امانت بگیرند اگر درست ثبت شوند و از کتاب‌ها خوب مراقبت کنند»

## نگارخانه

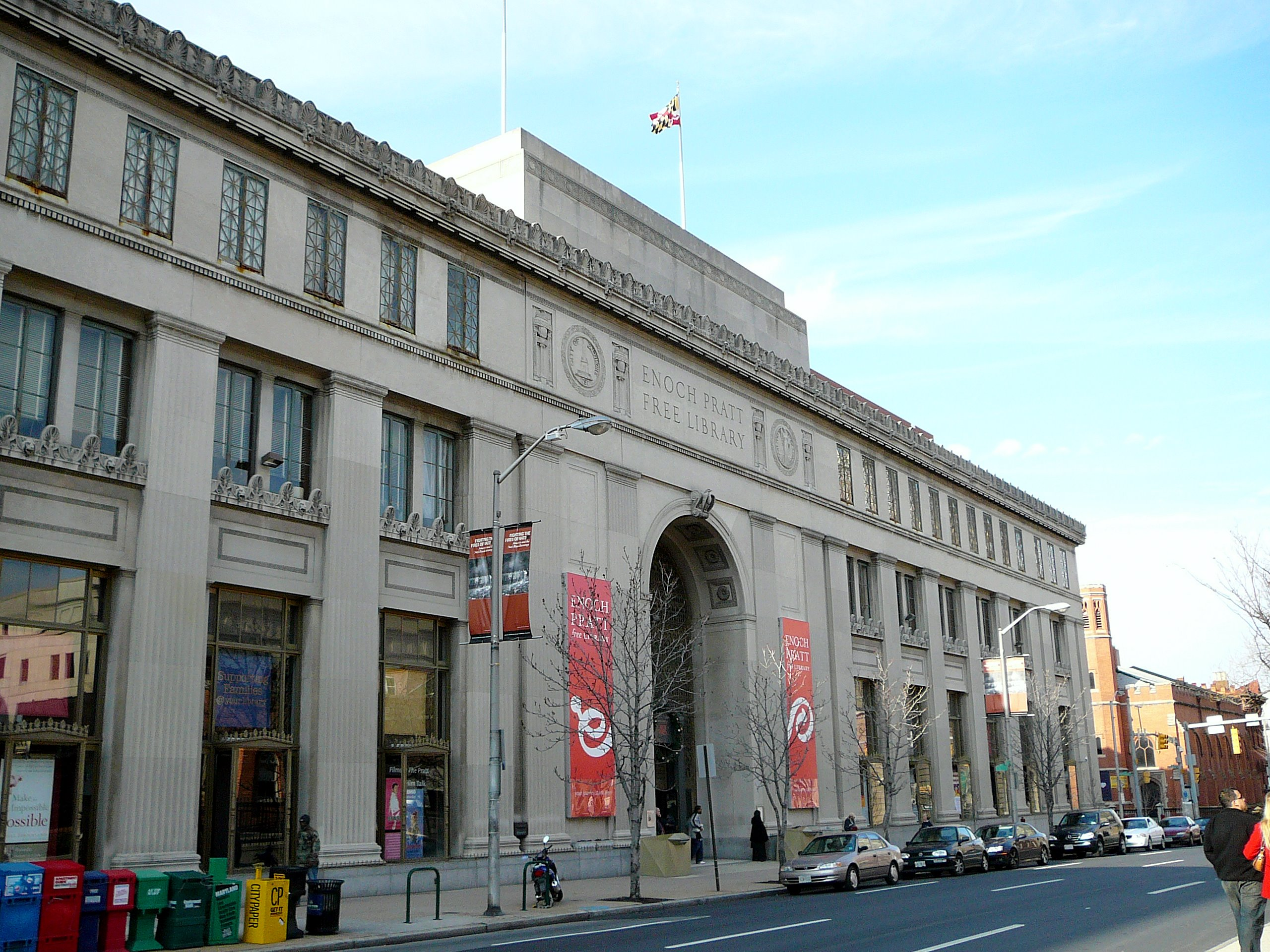
ساختمان اصلی کتابخانه
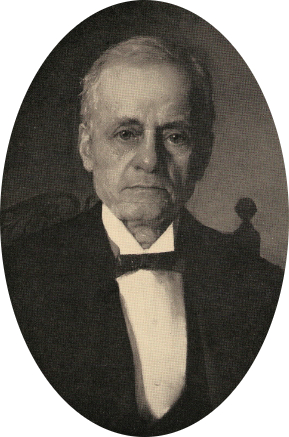
نگاره ایناک پرت